# F1 Esports Series
Les F1 Esports Series sont une compétition annuelle de sim racing, organisée par la Formula One Management et Liberty Media, sur les jeux F1 des studios Codemasters depuis 2017. La compétition est ouverte aux joueurs du monde entier possédant le jeu. La quasi-totalité des écuries de Formule 1 sont impliquées officiellement dans les F1 Esports Series depuis 2018, parfois en association avec des équipes reconnues d'esport, comme Team Vitality pour Renault ou Veloce Racing chez Sauber. Toutes les écuries sont officiellement impliquées depuis 2019 avec l'arrivée de la Scuderia Ferrari.

## Histoire
En août 2017, Liberty Media et la Formula One Management lancent leur compétition officielle d'esport de Formule 1, sur le jeu officiel du championnat F1 2017 pour atteindre un nouveau public, plus jeune,,. Avec plus de vingt millions d'impressions sur les différents réseaux (sur YouTube, Twitch, Instagram, Twitter, Facebook et la télévision) du championnat dès la première saison, le championnat se révèle prometteur.
En 2018, pour la deuxième saison, les F1 Esports Series voient l'implication de la quasi-totalité des équipes du championnat réel, à l'exception de la Scuderia Ferrari, qui se disputent le championnat Constructeurs et une récompense de 200 000 dollars. Si les équipes possèdent leurs propres pilotes, elles doivent obligatoirement en choisir un par la nouvelle « Pro Draft », à laquelle des dizaines de milliers de joueurs du monde entier (66 000 joueurs de plus de 110 pays) tentent de se qualifier,. La finale de 2018 est regardée par plus de 5,5 millions de personnes en direct à travers le monde, et plus de cent millions d'impressions sur les réseaux sociaux.
En 2019, la troisième saison est lancée, cette fois avec l'intégralité des équipes de Formule 1 dont Ferrari, avec un règlement stabilité par rapport à l'année précédente, et un cash prize de 500 000 dollars,. Avec plus de 100 000 joueurs ayant tenté de se qualifier et au terme d'une saison très disputée notamment entre Ferrari et Red Bull, les F1 Esports Series voient leur audience augmenter de plus de 75 %, leur public étant en très grande majorité de moins de 34 ans,,.

## Autour du championnat
Bien que l'esport se développe essentiellement sur les réseaux sociaux comme Twitch et YouTube notamment, le championnat est aussi diffusé à la télévision, sur Automoto La chaîne en France depuis 2018 avec Pierre-Olivier Valette (Depielo) et Julien Cizabuiros (Hydro), et sur RTBF Auvio en Belgique depuis 2018 avec Maxime Potar (Maxou Le Pilote). Les commentateurs officiels en anglais sont l'ancien pilote Davide Valsecchi, Jack Nicholls, Matthew Gallagher (du site internet WTF1) et les consultants Karun Chandhok et Tom Deacon.
Avec l'arrivée des écuries de Formule 1, le championnat se voit radicalement modifié. Si les performances des voitures sont semblables, il n'est « pas que question de vitesse pure. C'est aussi une question de mental. » selon James Doherty, simracer et coach de Renault Vitality en 2019. Les écuries et les pilotes travaillent également beaucoup sur les réglages de la voiture, sur le meilleur set-up possible. De plus, les simracers disposent d'un entraînement, souvent calqué sur les filières de jeunes pilotes des équipes de F1.
Si le but du championnat de Liberty Media est d'attirer le jeune public vers le championnat réel, le commentateur et vidéaste français Depielo ne pense pas que « les fans de simracing soient prêts à passer des heures dans des tribunes pour voir peu d'action en piste. ». Ce dernier va encore plus loin en affirmant que « à l'avenir, les F1 Esports se dérouleront à côté des Grands Prix, mais que le public ne sera pas le même. Il y aura des billets différents pour deux événements différents ».
Durant la pandémie de Covid-19 en 2020, la Formule 1 organise des Grands Prix virtuels avec des pilotes du championnat réel, des jeunes pilotes, des célébrités, ou des anciens pilotes. Cependant, ces courses n'ont rien à voir avec celles des F1 Esports Series, le niveau étant beaucoup moins relevé, et où les situations loufoques s'enchaînent (« Par exemple, la technique de Johnny Herbert qui a complètement coupé le premier virage pour passer de 17e à premier lors du Virtual Grand Prix (avant de se faire doubler plus tard dans le tour) n'était pas tout à fait ce qu'on s'attend à voir dans une course sérieuse d'eSport. »), mais relèvent du « simple divertissement » selon les spécialités de sim racing. Cependant, il arrive que des courses d'exhibition des F1 Esports Series aient lieu après ces courses.

## Format
- Qualification : La saison s'ouvre durant le courant du championnat du monde réel. Les joueurs du monde entier possédant le dernier jeu F1 peuvent participer à des défis et des challenges proposés par le jeu. Les plus rapides passent à la phase suivante.
- Pro Draft : Les pilotes qualifiés s'affrontent lors de plusieurs courses en ligne. Un peu plus de quarante pilotes s'affrontent durant cette phase, selon leur catégorie : PC, PS4 ou XB1. Les trente pilotes les plus rapides sont alors dans la Pro Draft, à proprement parler. Une à une, les dix écuries choisissent un seul des trente pilotes pour compléter leur line-up. Les dix écuries ont déjà précédemment annoncé deux pilotes, ne passant par la Pro Draft (souvent des pilotes des années précédentes, ou d'autres simracers professionnels)[19].
- Pro Series : Trente pilotes sont engagés pour dix écuries. Mais, comme dans le championnat réel, seules deux pilotes par écurie sont alignés chaque Grand Prix. Durant la saison, et selon les compétences de leurs trois pilotes sur un circuit, les écuries peuvent modifier leurs deux titulaires et effectuent un turnover. Les pilotes se battent pour le Championnat Pilotes et Constructeurs. Tous les points comptent et le barème est le même qu'en Formule 1.

## Palmarès
| Année   | Jeu                   | Lieu                                             | Champion           | Équipe du champion                         | Constructeurs                 |
| ------- | --------------------- | ------------------------------------------------ | ------------------ | ------------------------------------------ | ----------------------------- |
| 2017    | F1 2017 (Codemasters) | Circuit Yas Marina, Abou Dabi                    | Brendon Leigh      | Toro Rosso Esports                         | Not récompensé                |
| 2018    | F1 2018 (Codemasters) | Gfinity Esports Arena, Londres                   | Brendon Leigh      | Mercedes-AMG Petronas Esports              | Mercedes-AMG Petronas Esports |
| 2019    | F1 2019 (Codemasters) | Gfinity Esports Arena, Londres                   | David Tonizza      | Ferrari Driver Academy Hublot Esports Team | Red Bull Racing Esports       |
| 2020    | F1 2020 (Codemasters) | En ligne                                         | Jarno Opmeer       | Alfa Romeo Racing ORLEN F1 Esports         | Red Bull Racing Esports       |
| 2021    | F1 2021 (Codemasters) | En ligne                                         | Jarno Opmeer       | Mercedes-AMG Petronas Esports              | Mercedes-AMG Petronas Esports |
| 2022    | F1 22 (Codemasters)   | En ligne                                         | Lucas Blakeley     | McLaren Shadow                             | McLaren Shadow                |
| 2023-24 | F1 23                 | Jönköping, Sweden (R1) Stockholm, Sweden (R2–12) | Frederik Rasmussen | Oracle Red Bull Sim Racing                 | Scuderia Ferrari Esports Team |
| 2025    | F1 24                 | Stockholm, Sweden                                | Jarno Opmeer       | Oracle Red Bull Sim Racing                 | Oracle Red Bull Sim Racing    |

## Palmarès et bilans

### Victoires par pilote (2017-2025)
- 16 victoires :  Frederik Rasmussen (2017-…)
- 15 victoires :  Jarno Opmeer (2017-…)
- 8 victoires :  Brendon Leigh (2017-2025)
- 6 victoires :  David Tonizza (2017-2022)
- 6 victoires :  Lucas Blakeley (2017-…)
- 6 victoires :  Thomas Ronhaar (2017-…)
- 6 victoires :  Bari Broumand (2017-…)
- 5 victoires :  Dani Bereznay (2017-…)
- 3 victoires :  Nicolas Longuet (2017-…)
- 3 victoires :  Marcel Kiefer (2017-2022)

### Titres par pilote (2017-2025)
| 1 | Jarno Opmeer       | 3 | 2020, 2021, 2025 |
| 2 | Brendon Leigh      | 2 | 2017, 2018       |
| 3 | Frederik Rasmussen | 1 | 2023-24          |
| 3 | David Tonizza      | 1 | 2019             |
| 3 | Lucas Blakeley     | 1 | 2022             |

### Titres par constructeur (2017-2025)
| 1 | Oracle Red Bull Sim Racing         | 3 | 2019, 2020, 2025 |
| 2 | Mercedes-AMG Petronas Esports Team | 2 | 2018, 2021       |
| 3 | Scuderia Ferrari Esports Team      | 1 | 2023-24          |
| 3 | McLaren Shadow                     | 1 | 2022             |